# 郭正一
郭正一（？—689年9月10日），唐朝官员，唐高宗年间及高宗妻武皇后（后称武则天）为其子唐中宗摄政期间为宰相。

## 家世
郭正一生年不详。定州彭城人氏。唐太宗貞觀年间中进士，累转中书舍人、弘文馆学士。

## 唐高宗年间
郭正一年轻时与刘祎之、孟利贞、高智周都以文藻知名，时人号为刘、孟、高、郭。唐高宗年间，郭正一作为寒门俊才被黄门侍郎薛元超表荐，以才闻名当时。
仪凤三年（678年），宰相李敬玄率领的唐军遭吐蕃将领论钦陵大败，工部尚书、左卫大将军彭城公刘审礼被俘。九月，唐高宗因此召侍臣商议对吐蕃之策。郭正一建议继续严设守备，重聚民力，而不深入击敌，给事中刘齐贤、皇甫文亮等也都赞同，唐高宗也采纳了。
永隆二年（681年），迁秘书员外少监、检校中书侍郎，永淳元年（682年）四月，授同中书门下平章事，为实质宰相。高宗对宰相崔知温说：“郭待举等资任尚浅，且令预闻政事，未可与卿等同名。”宰相授平章事名义也是从郭正一等人开始的。弘道元年（683年），正除中书侍郎。因郭正一在中书省多年，熟悉运作，诏敕多出其手，被认为称职。十一月，唐高宗病重，命他和裴炎、刘景先（即刘齐贤）兼东宫平章事助皇太子李哲处理重要国政。

## 武太后摄政年间
十二月，高宗崩，李哲继位，就是唐中宗，但高宗妻武皇后为摄政皇太后。中宗继位不久，当月，武太后就任郭正一为国子祭酒，罢相。嗣圣元年（684年）二月，中宗显示出独立意图，被武太后废黜，中宗弟豫王李旦代立为唐睿宗。
后数年，郭正一出为晋州刺史，入为麟台监，又任检校陕州刺史。永昌元年（689年），于光宅元年（684年）反叛武太后失败的英国公徐敬业的弟弟徐敬真在躲藏数年后被捕。徐敬真及助其藏身的洛阳令张嗣明在受审时为了免死，攀诬大量官员。郭正一和内史张光辅、秋官尚书张楚金、凤阁侍郎元万顷、洛阳令魏元忠都在其中，酷吏周兴也诬告他们。八月，张光辅被诛，郭正一等其余四人免死流放岭南，众人本已临刑，太后派凤阁舍人王隐客骑马传声赦免他们，他们都皆喜跃欢呼，宛转不已，只有魏元忠以为虚实未知，安坐自如。当天阴云四塞，官员们被释放后，天晴了。郭正一与妻儿都被流放，本人在流放中死去，家产被没收，文章无存。

## 作品
- 《对鄽肆策》

## 轶闻
- 《隋唐嘉话》载：郭正一为李勣征辽管记，李勣班师后说自己此行录郭正一可笑事，写满了十卷都没写完。
- 《太平广记》卷一百七十一引张鷟《朝野佥载》卷五载：郭正一以中书舍人随军征讨高句丽，攻破平壤，俘获高丽婢女玉素。玉素极其美艳动人，郭正一令她专管财物库。他每天晚上需要浆水粥，必须让玉素煮。玉素下了毒给他。郭正一急了说：“此婢药我。”索土浆甘草服下，很久才解毒，找不到玉素，还丢了金银器物十余件。郭正一上奏，唐高宗敕令长安万年县令抓捕，为此打烂了不良捕快的脊背，找了三天也没找到。不良主帅魏昶有策略，从郭正一的家奴中找了三个年少端正的，用布衫裹住头上街；绑缚四个卫士，问十日内以来有谁在找郭正一的家。卫士说有归顺唐朝的高丽人写信给郭正一的养马奴，此书信还在。不良人去搜查，发现信上只写着金城坊中有一空宅。不良人去金城坊空宅搜索，到其中一宅，封锁甚密，破锁而入，玉素和高丽人都在内。拷问得知是高丽人和养马奴窝藏玉素，奉敕于东市斩杀。
- 《朝野佥载》卷三、刘肃《大唐新语·谐谑》：枣强尉张怀庆因喜好剽窃名士文章，被讥讽为“活剥王昌龄，生吞郭正一”。

## 子女
- 郭忠，同流放，后为通事舍人。
- 郭氏，嫁成州刺史崔嘉裕，有《大唐使持节成州刺史博陵崔府君夫人太原郭氏祔志文》